# Ravenia simplicifolia
Ravenia simplicifolia är en vinruteväxtart som beskrevs av John Wright och Percy Wilson. Ravenia simplicifolia ingår i släktet Ravenia och familjen vinruteväxter. Inga underarter finns listade i Catalogue of Life.